# Павле Вукославић Хрватинић
Павле Вукославић Хрватинић (умро после 1363.) је био великаш из Доњих Краја. Заједно са братом Вуком управљао је областима жупа Бањице и Врбање (са градовима Котор и Кључ) наследивши свога оца Вукослава.

## Породица
Павле је припадао великашкој породици Хрватинића која је крајем 13. века овладала босанском земљом Доњи Краји. Његов деда Хрватин, родоначелник Хрватинића, био је вазал брибирских кнезова Шубића. Вуков отац звао се Вукослав. Управљао је жупама Бањицом и Врбањом са градом Котором и Кључем. Вукослав је имао тројицу синова: Вука, Влатка и Павла.

## Биографија
Павле се помиње у повељи Стефана II Котроманића из 1351. године. Његов брат, Вук, истакао се у ратовима против српског владара Душана (1329. и 1350. године). Стефан је, за узврат, као "господин свих босанских земаља и Усоре и Хумске земље и Доњих Краја" издао повељу којом је Вуку и његовом брату Павлу потврдио баштинске поседе у жупама Бањици и Врбањи. Вук се више не помиње у изворима. Хрватинићи су се 1351. године поделили тако да су Вукославићи добили жупу Бањицу, а Павловићи (синови Павла Хрватинића) жупу Земљаник. У име Вукославића наступао је кнез Влатко, а у име Павловића кнез Гргур.
Павле се помиње у исправи бана Твртка I Котроманића у којој пише да је он тек недавно приступио бану. Наиме, између босанског бана и угарског краља Лајоша I дошло је 1363. године до сукоба. Угарски краљ Лајош I (1342-1382) наставио је политику учвршћења централне власти који је спроводио његов отац. На почетку владавине је од Твртка узео територије између Цетине и Неретве (Хумска земља) потврдивши му, за узврат, власт над Усором и Соли. Успео је својој власти потчинити и део Доњих Краја. Наиме, синови кнеза Павла, Гргур и Владислав, заједно са Гргуром Стјепанићем, понудили су угарском краљу верну службу. Њихови поседи су 1357. године изузети из власти босанског бана. Изгледа да је на краљеву страну прешао и Павле док је Влатко остао веран босанском бану све до угарског похода из 1364. године када прелази на страну Лајоша. Твртко је Павлу исправом из 1363. године гарантовао личну сигурност и управу над свим територијама које је држао.

## Породично стабло
|  |                            |  |  |  |  |  |  |  |  |  |  |  |  |  |  |  |
|  | Стјепан (кнез Доњих Краја) |  |  |  |  |  |  |  |  |  |  |  |  |  |  |  |
|  |                            |  |  |  |  |  |  |  |  |  |  |  |  |  |  |  |
|  |                            |  |  |  |  |  |  |  |  |  |  |  |  |  |  |  |
|  | Хрватин Стјепанић          |  |  |  |  |  |  |  |  |  |  |  |  |  |  |  |
|  |                            |  |  |  |  |  |  |  |  |  |  |  |  |  |  |  |
|  |                            |  |  |  |  |  |  |  |  |  |  |  |  |  |  |  |
|  | Вукослав Хрватинић         |  |  |  |  |  |  |  |  |  |  |  |  |  |  |  |
|  |                            |  |  |  |  |  |  |  |  |  |  |  |  |  |  |  |
|  |                            |  |  |  |  |  |  |  |  |  |  |  |  |  |  |  |
|  | Павле Вукославић           |  |  |  |  |  |  |  |  |  |  |  |  |  |  |  |
|  |                            |  |  |  |  |  |  |  |  |  |  |  |  |  |  |  |
|  |                            |  |  |  |  |  |  |  |  |  |  |  |  |  |  |  |